# The Seekers

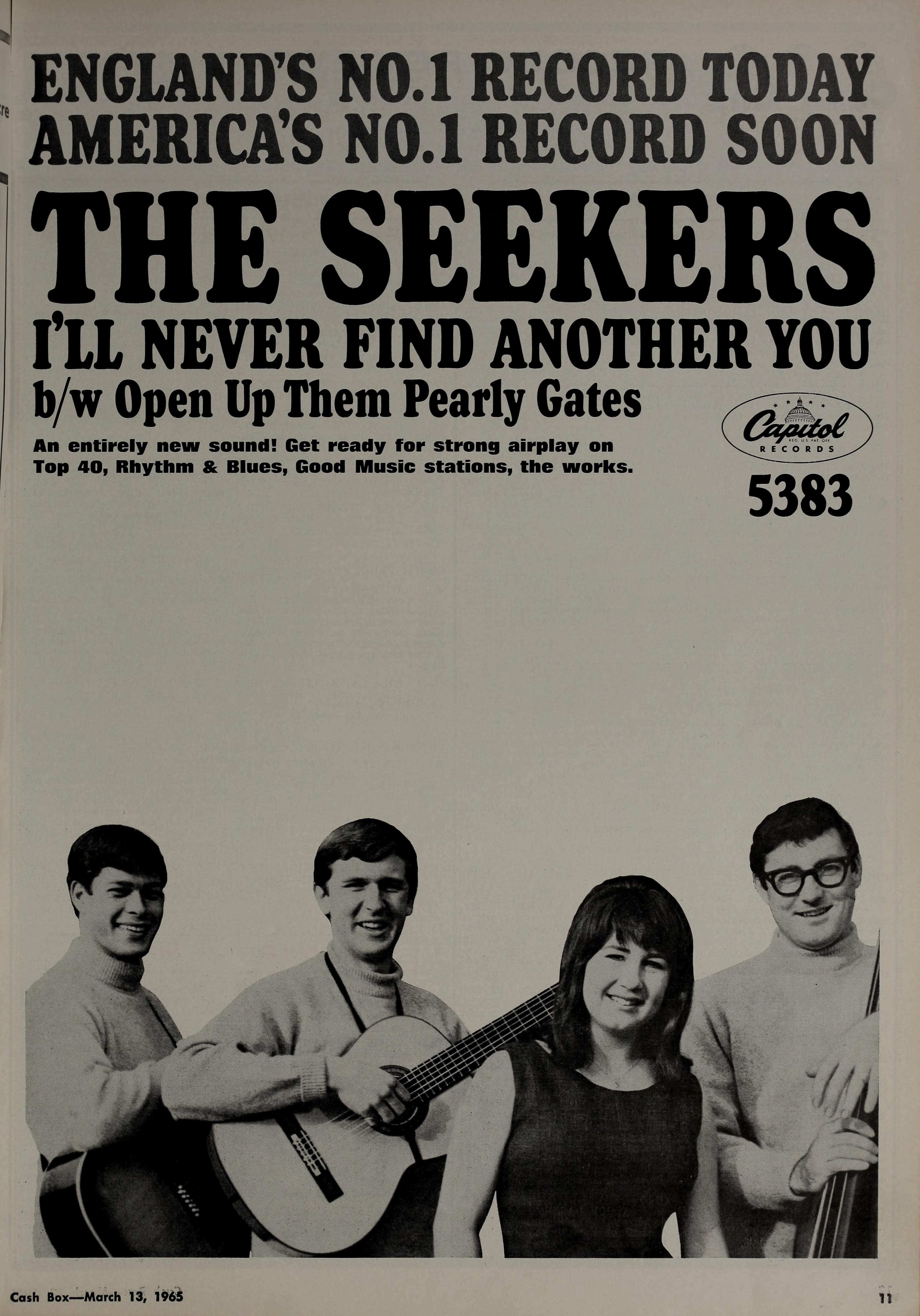
The Seekers - Plattencover von 1965

The Seekers (deutsch: Die Suchenden) ist eine australische Pop-Gruppe, die Mitte der 1960er-Jahre mit Liedern wie I’ll Never Find Another You, The Carnival Is Over und Georgy Girl international sehr erfolgreich war.

## Geschichte
1962 lernten sich die vier Bandmitglieder in Melbourne kennen. Zunächst begannen sie, nur zum Spaß in ihrer Freizeit miteinander zu musizieren und zu singen. Dann fingen sie im Dezember 1962 an, ab und zu in der Gegend um Melbourne aufzutreten, und schließlich kamen sie mit ihren Folksongs ins Fernsehen.
Sie nannten sich The Seekers und waren bald so populär, dass sie ihre Berufe aufgaben und hauptberufliche Musiker wurden. Ende 1964 gingen sie nach England, traten bereits drei Wochen nach Eintreffen in diversen TV-Shows auf und hatten Anfang 1965 ihren ersten Nummer-eins-Hit und Millionenseller mit I'll Never Find Another You, einem Lied, das Tom Springfield, der Bruder von Dusty Springfield, geschrieben hatte. Er war auch in der Folgezeit für die meisten Songs der Band verantwortlich.
1968 lösten sich die Seekers auf. Keith Potger gründete anschließend die von 1970 an erfolgreichen New Seekers.
Ein Wiedervereinigungskonzert 1993 in der Originalbesetzung war so erfolgreich, dass die Gruppe weitere 13 Jahre zusammen auftrat. 1995 wurden die Seekers in die ARIA Hall of Fame aufgenommen. Die letzte Veröffentlichung neuer Stücke erfolgte 2001 nur in Australien unter dem Titel Future Road, enthalten waren dabei Studioaufnahmen der Jahre 1995 bis 1999.
Im Jahre 2009 erschien die 4-CD-Zusammenstellung All Bound for Morningtown, auf der alle Aufnahmen aus der Zeit bei EMI Recordings von 1964 bis 1968 zusammengestellt wurden. Zu ihrem 50-jährigen Jubiläum erschien die Doppel-CD 50 – the golden jubilee album mit allen ihren 48 alten Liedern und zwei Neuaufnahmen.
Im Juni 2010 wurde bekannt, dass The Seekers gemeinsam mit dem Geiger André Rieu in Australien im Oktober fünf gemeinsame Konzerte geben würden. Ein Konzert fand am 18. Mai 2011 im Brisbane Entertainment Centre statt.
Im Mai und Juni 2013 tourten The Seekers das einzige Mal nach 1968 wieder durch Großbritannien. 2014 und 2015 folgten weitere Auftritte in Australien und Neuseeland.

## Mitglieder
- Judith Durham (* 3. Juli 1943; † 5. August 2022), Leadgesang
- Athol Guy (* 5. Januar 1940), Kontrabass
- Keith Potger (* 2. März 1941), Gitarre, Banjo
- Bruce Woodley (* 25. Juli 1942), Gitarre, Banjo
- Ken Ray, Gitarre; im Gründungsjahr 1963 ersetzt durch Keith Potger

## The Carnival Is Over
Der zweite Nummer-eins-Hit, „The Carnival Is Over“, wurde von Tom Springfield auf die Melodie des russischen Volksliedes „Stenka Rasin“ geschrieben. Das Lied wird in Australien gerne zum Abschluss großer Veranstaltungen gespielt, so von den Seekers live bei der Abschlussfeier zur World Expo 88. Auch zum Ende der Olympischen Spiele 2000 in Sydney waren die Seekers mit The Carnival Is Over geplant, mussten aber wegen einer Verletzung Judith Durhams absagen. Sie traten dafür zum Abschluss der Paralympics auf.
Das Lied wurde von mehreren Sängern und Bands gecovert, u. a. von:
- Marianne Kock (schwedische Version „Vilken fröjd och vilken smärta“) 1965
- James Galway 1981
- Boney M. 1982
- Tommy Scott 1984
- Nick Cave and the Bad Seeds 1986
- Sham Rock 2004
- Daniel O’Donnell 2006
- Eve Graham 2006

## Diskografie

### Alben
| Jahr | Titel                                   | Höchstplatzierung, Gesamtwochen, AuszeichnungChartplatzierungen (Jahr, Titel, Platzierungen, Wochen, Auszeichnungen, Anmerkungen) | Höchstplatzierung, Gesamtwochen, AuszeichnungChartplatzierungen (Jahr, Titel, Platzierungen, Wochen, Auszeichnungen, Anmerkungen) | Höchstplatzierung, Gesamtwochen, AuszeichnungChartplatzierungen (Jahr, Titel, Platzierungen, Wochen, Auszeichnungen, Anmerkungen) | Anmerkungen                                                       |
| Jahr | Titel                                   | UK | US | AU | Anmerkungen                                                       |
| ---- | --------------------------------------- | --- | --- | --- | ----------------------------------------------------------------- |
| 1965 | A World of Our Own                      | UK5 (35 Wo.)UK | US123 (6 Wo.)US | — |                                                                   |
| 1965 | The Seekers                             | UK16 Silber · (1 Wo.)UK | US145 (3 Wo.)US | — |                                                                   |
| 1965 | The New Seekers                         | — | US62 (16 Wo.)US | — |                                                                   |
| 1966 | Come the Day                            | UK3 (67 Wo.)UK | — | — |                                                                   |
| 1967 | Seekers – Seen in the Green             | UK15 (10 Wo.)UK | — | — |                                                                   |
| 1967 | Georgy Girl                             | — | US10 (28 Wo.)US | — |                                                                   |
| 1968 | Live at the Talk of the Town            | UK2 (33 Wo.)UK | — | — |                                                                   |
| 1968 | The Best of the Seekers                 | UK1 Silber · (117 Wo.)UK | US97 (10 Wo.)US | AU45 (1 Wo.)AU | Charteinstieg AU: 2022                                            |
| 1989 | Live On                                 | — | — | AU26 (7 Wo.)AU |                                                                   |
| 1993 | The Silver Jubilee Album                | — | — | AU3 (16 Wo.)AU |                                                                   |
| 1993 | 25 Year Reunion Celebration – Live      | UK93 Gold (Videoalbum) · (1 Wo.)UK                                                                                                | — | AU9 (8 Wo.)AU | mit Judith Durham Charteinstieg in UK erst 1995                   |
| 1994 | A Carnival of Hits                      | UK7 Gold · (18 Wo.)UK | — | — | mit Judith Durham                                                 |
| 1994 | The Very Best Of                        | UK— GoldUK | — | — |                                                                   |
| 1995 | The Seekers Complete                    | — | — | AU17 (5 Wo.)AU |                                                                   |
| 1997 | Treasure Chest                          | — | — | AU7 (10 Wo.)AU |                                                                   |
| 1997 | Future Road                             | — | — | AU4 (12 Wo.)AU |                                                                   |
| 2000 | The Historic 1969 BBC Farewell          | — | — | AU12 (3 Wo.)AU |                                                                   |
| 2001 | Morningtown Ride to Christmas           | — | — | AU18 (6 Wo.)AU | Erstveröffentlichung: 11. November 2001                           |
| 2003 | Night of Nights... Live!                | — | — | AU26 (1 Wo.)AU | Erstveröffentlichung: 4. Oktober 2003                             |
| 2008 | The Ultimate Collection                 | UK— SilberUK | — | — | Erstveröffentlichung: 1. Dezember 2008                            |
| 2009 | Greatest Hits                           | UK34 Silber · (5 Wo.)UK | — | AU31 (1 Wo.)AU | Erstveröffentlichung: 13. Juni 2009 Charteinstieg in AU erst 2011 |
| 2012 | The Golden Jubilee Album                | — | — | AU10 (18 Wo.)AU | Erstveröffentlichung: 16. November 2012                           |
| 2019 | Farewell                                | — | — | AU3 (13 Wo.)AU | Erstveröffentlichung: 12. April 2019                              |
| 2019 | We Wish You a Merry Christmas           | — | — | AU21 (4 Wo.)AU | Erstveröffentlichung: 1. November 2019                            |
| 2021 | Live in the UK                          | — | — | AU28 (3 Wo.)AU | Erstveröffentlichung: 2. Juli 2021                                |
| 2022 | Carry Me (60th Anniversary Celebration) | — | — | AU10 (4 Wo.)AU |                                                                   |

### Singles
| Jahr | Titel Album                                         | Höchstplatzierung, Gesamtwochen, AuszeichnungChartplatzierungen (Jahr, Titel, Album, Platzierungen, Wochen, Auszeichnungen, Anmerkungen) | Höchstplatzierung, Gesamtwochen, AuszeichnungChartplatzierungen (Jahr, Titel, Album, Platzierungen, Wochen, Auszeichnungen, Anmerkungen) | Höchstplatzierung, Gesamtwochen, AuszeichnungChartplatzierungen (Jahr, Titel, Album, Platzierungen, Wochen, Auszeichnungen, Anmerkungen) | Anmerkungen                             |
| Jahr | Titel Album                                         | DE | UK | US | Anmerkungen                             |
| ---- | --------------------------------------------------- | --- | --- | --- | --------------------------------------- |
| 1965 | I’ll Never Find Another You –                       | DE25 (4 Wo.)DE | UK1 (23 Wo.)UK | US4 (13 Wo.)US |                                         |
| 1965 | A World of Our Own                                  | — | UK3 (18 Wo.)UK | US19 (10 Wo.)US | Erstveröffentlichung: 17. April 1965    |
| 1965 | The Carnival Is Over The Seekers                    | DE14 (4 Wo.)DE | UK1 (17 Wo.)UK | — |                                         |
| 1966 | Someday One Day –                                   | — | UK11 (11 Wo.)UK | — |                                         |
| 1966 | Walk With Me A World of Our Own                     | — | UK10 (12 Wo.)UK | — |                                         |
| 1966 | Morningtown Ride –                                  | — | UK2 (15 Wo.)UK | US44 (7 Wo.)US | Erstveröffentlichung: 18. November 1968 |
| 1967 | Georgy Girl Come The Day                            | — | UK3 (11 Wo.)UK | US2 Gold · (16 Wo.)US |                                         |
| 1967 | When Will The Good Apples Fall The Carnival Is Over | — | UK11 (12 Wo.)UK | — |                                         |
| 1967 | Emerald City –                                      | — | UK50 (1 Wo.)UK | — |                                         |
| 1994 | World Of Our Own A Carnival of Hits                 | — | UK76 (2 Wo.)UK | — | mit Judith Durham                       |
| 1994 | Georgy Girl A Carnival of Hits                      | — | UK79 (2 Wo.)UK | — | mit Judith Durham                       |

### Videoalben
| Jahr | Titel                                                      | Höchstplatzierung, Gesamtwochen, AuszeichnungChartplatzierungen (Jahr, Titel, Platzierungen, Wochen, Auszeichnungen, Anmerkungen) | Höchstplatzierung, Gesamtwochen, AuszeichnungChartplatzierungen (Jahr, Titel, Platzierungen, Wochen, Auszeichnungen, Anmerkungen) | Höchstplatzierung, Gesamtwochen, AuszeichnungChartplatzierungen (Jahr, Titel, Platzierungen, Wochen, Auszeichnungen, Anmerkungen) | Anmerkungen |
| Jahr | Titel                                                      | UK | US | AU | Anmerkungen |
| ---- | ---------------------------------------------------------- | --- | --- | --- | ----------- |
| 2019 | Farewell: The Golden Jubilee Australian Farewell Tour 2013 | UK3 (23 Wo.)UK | — | — |             |